# La Trinidad (Filippine)
La Trinidad è una municipalità di prima classe delle Filippine, capoluogo della Provincia di Benguet, nella Regione Amministrativa Cordillera.
La Trinidad è formata da 16 baranggay:
- Alapang
- Alno
- Ambiong
- Bahong
- Balili
- Beckel
- Bineng
- Betag
- Cruz
- Lubas
- Pico
- Poblacion
- Puguis
- Shilan
- Tawang
- Wangal